# Antoni Górszczyk
Antoni Sejmej Górszczyk (ur. 13 stycznia 1892 w Pisarzowej k. Limanowej, zm. 10 marca 1980 w Krakowie) – polski etnograf, historyk amator, nauczyciel, działacz niepodległościowy, podoficer Legionów Polskich, kawaler Orderu Virtuti Militari.

## Życiorys
Pochodził z zamożnej rodziny chłopskiej, był synem Jana i Marii. Miał braci Piotra, Stanisława, Franciszka oraz siostry Rozalię i Marię. Uczył się w trzyklasowej szkole ludowej w Pisarzowej, naukę od IV klasy i w gimnazjum kontynuował w Nowym Sączu. W 1905 wstąpił do Seminarium Nauczycielskiego w Starym Sączu; tamże zdał w 1910 maturę i został nauczycielem w rodzinnej wsi. Rychło wstąpił do Związku Nauczycielstwa Polskiego, w którym od 1922 pełnił funkcję prezesa ogniska w Limanowej, a w latach 1925–1948 stał na czele oddziału powiatowego.
Od 1912 był członkiem Polskich Drużyn Strzeleckich, od 14 sierpnia 1914 służył w 3. Pułku Legionów Polskich. Doszedł do rangi sierżanta, zbierając wysokie odznaczenia bojowe z Krzyżem Orderu Virtuti Militari i Krzyżem Walecznych (dwukrotnie) włącznie (po wojnie otrzymał też Krzyż Niepodległości). 1 czerwca 1915 pod Łużanami (Bukowina) trafił do niewoli rosyjskiej, internowany w Stawropolu na Kaukazie, działał tamże w komitecie pomocy ofiarom wojny.
W okresie międzywojennym był kierownikiem szkoły w Pisarzowej, a od 1925 członkiem Rady Powiatowej w Limanowej. Zainicjował działalność czterech uniwersytetów ludowych – w Pisarzowej, Limanowej, Łososinie Górnej i Młynnem. W Pisarzowej powołał też do życia Koło Młodzieży Ludowej. Ponownie założył mundur w 1939, zmobilizowany w związku z wybuchem wojny. PO klęsce wrześniowej przez pewien czas przebywał w niewoli niemieckiej. W 1941 zbiegł z więzienia w Przemyślu i ukrywał się w rodzinnej okolicy. Mimo, iż poszukiwało go gestapo, brał udział w tajnym nauczaniu.
Pierwsze lata powojenne przepracował ponownie jako kierownik szkoły w Pisarzowej, skąd usunięty został w 1952 na fali represji stalinowskich. W 1956 doczekał się rehabilitacji i powrócił do pracy w szkolnictwie. Do emerytury w 1969 był nauczycielem w Męcinie.
Od połowy lat 20. XX wieku datuje się zainteresowanie Górszczyka etnografią; rozpoczął on wówczas gromadzenie materiałów w Pisarzowej i okolicznych wioskach, a od 1930 publikował artykuły w prasie regionalnej. Część artykułów ukazała się w serii "Archiwum Etnograficzne Polskiego Towarzystwa Ludoznawczego" w zeszytach Materiały etnograficzne z powiatu limanowskiego: Malowane skrzynie pisarzowskie (zeszyt 1, Wrocław 1967), Pisarzowa, Głody i epidemie w Limanowskiem (zeszyt 2, Wrocław 1971), Pisarzowa u schyłku XIX i w początkach XX wieku (Wrocław 1986). Opracowania nieopublikowane i inne materiały pozostały w zbiorach Archiwum Państwowego w Nowym Sączu (m.in. rękopis pracy Porównanie wsi królewieckiej i szlacheckiej – historia wsi Pisarzowy i Męciny), Państwowego Muzeum Etnograficznego w Warszawie, Muzeum Ziemi Limanowskiej w Limanowej. Antoni Górszczyk był wieloletnim członkiem Polskiego Towarzystwa Ludoznawczego (działaczem oddziałów w Mszanie Dolnej i Limanowej), od 1968 członkiem honorowym Towarzystwa.
Z małżeństwa z Marią z Górków miał troje dzieci, z czego córka Zofia, nauczycielka, przejęła zainteresowania etnograficzne ojca. Górszczyk zmarł 10 marca 1980 w Krakowie i pochowany został w Pisarzowej.

## Ordery i odznaczenia
- Krzyż Srebrny Orderu Wojskowego Virtuti Militari nr 7422 – 17 maja 1922[6][7][2]
- Krzyż Niepodległości – 24 października 1931 „za pracę w dziele odzyskania niepodległości”[8][3]
- Krzyż Walecznych dwukrotnie
- Srebrny Krzyż Zasługi – dwukrotnie: po raz pierwszy 10 listopada 1933[9]
- Medal Dziesięciolecia Odzyskanej Niepodległości[3]